# Symplecta (Psiloconopa) sinawava
Symplecta (Psiloconopa) sinawava is een tweevleugelige uit de familie steltmuggen (Limoniidae). De soort komt voor in het Nearctisch gebied.